# Château de Saint-Rémy-en-Comté
Pour les articles homonymes, voir Saint-Rémy.
Le château de Saint-Rémy-en-Comté est un château de style classique du XVIIIe siècle, de Saint-Rémy-en-Comté, en Haute-Saône en Bourgogne-Franche-Comté.
Hôpital psychiatrique depuis 1937, château, façades, toitures, vestibule central, escaliers tournants en fer forgé, et parc, sont classés aux monuments historiques en 1961 ; le reste du château est inscrit depuis 1931.

## Historique
Saint-Rémy-en-Comté est dédié à l'évêque Saint Remi de Reims, qui convertit au catholicisme le premier roi de France Mérovingiens Clovis Ier à la Basilique Saint-Remi de Reims vers 500. L’histoire de cette seigneurie des seigneurs de Faucogney et de son château fort, vassal du Comté de Bourgogne, sont profondément touchés par les ravages de la guerre de Cent Ans (1337-1453) et des guerres d'une grande partie du Moyen Âge, entre puissantes armées et mercenaires des duché de Bourgogne et duché de Lorraine ... (histoire du Comté de Bourgogne, histoire de la Franche-Comté).

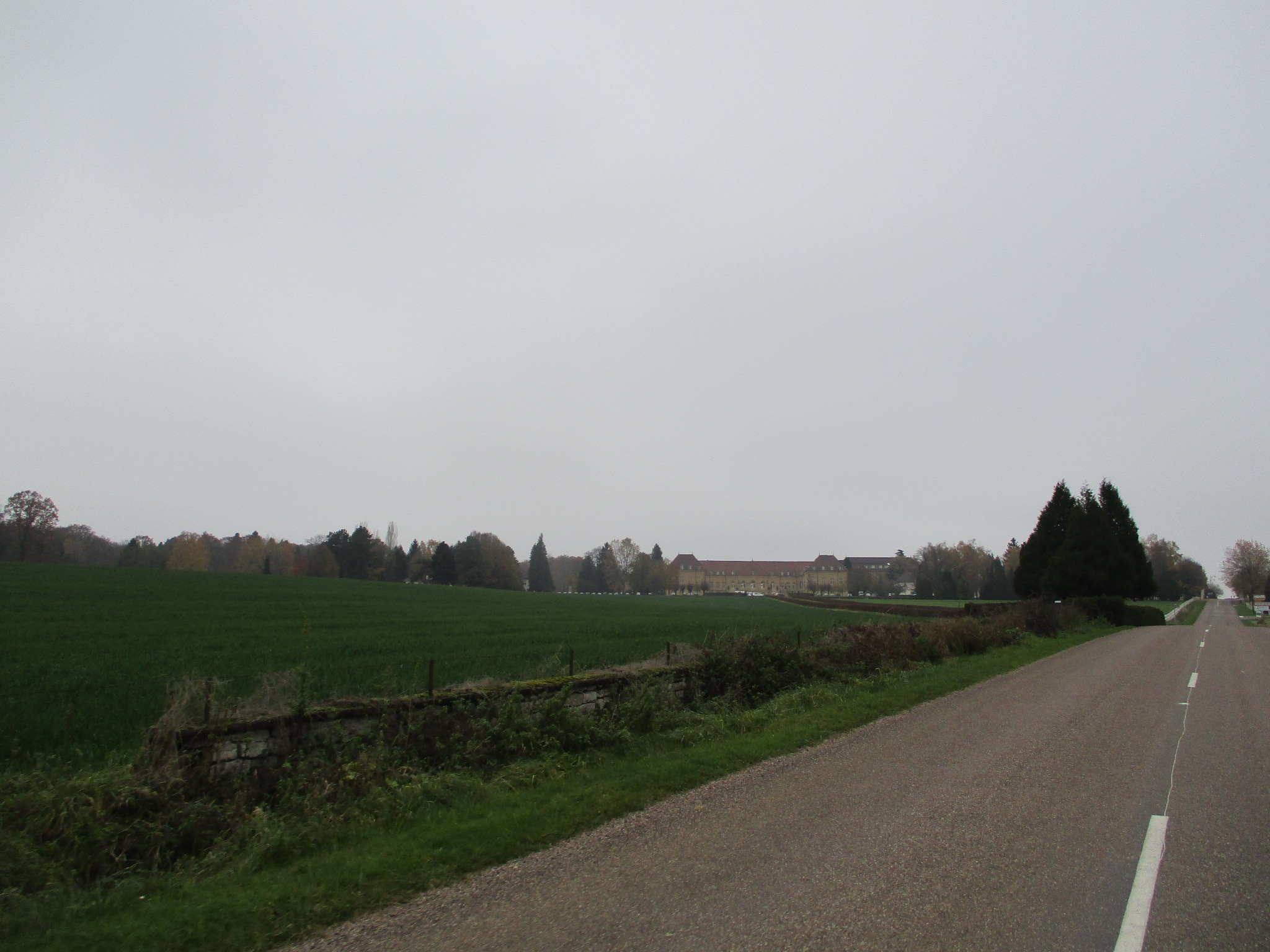
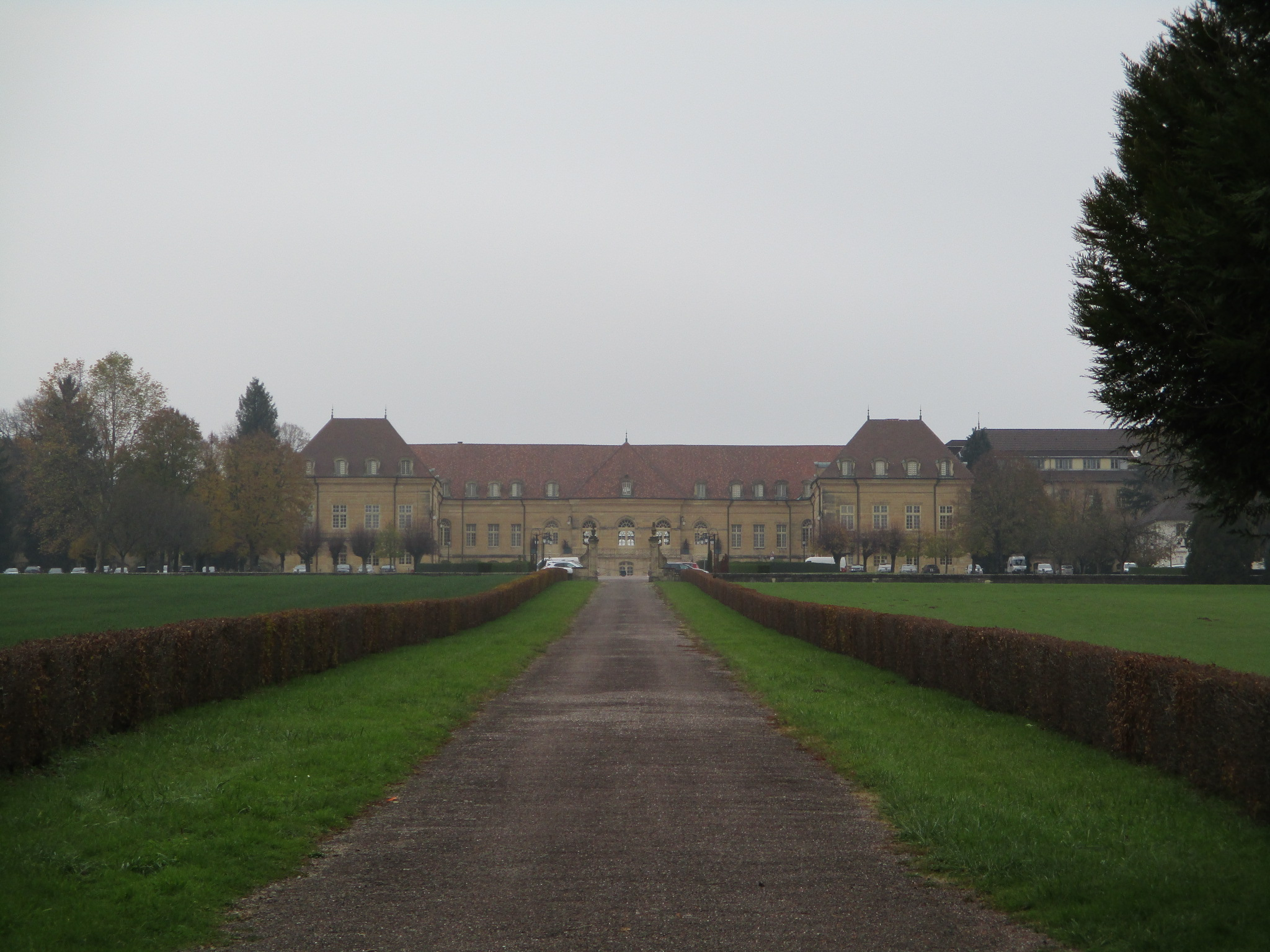
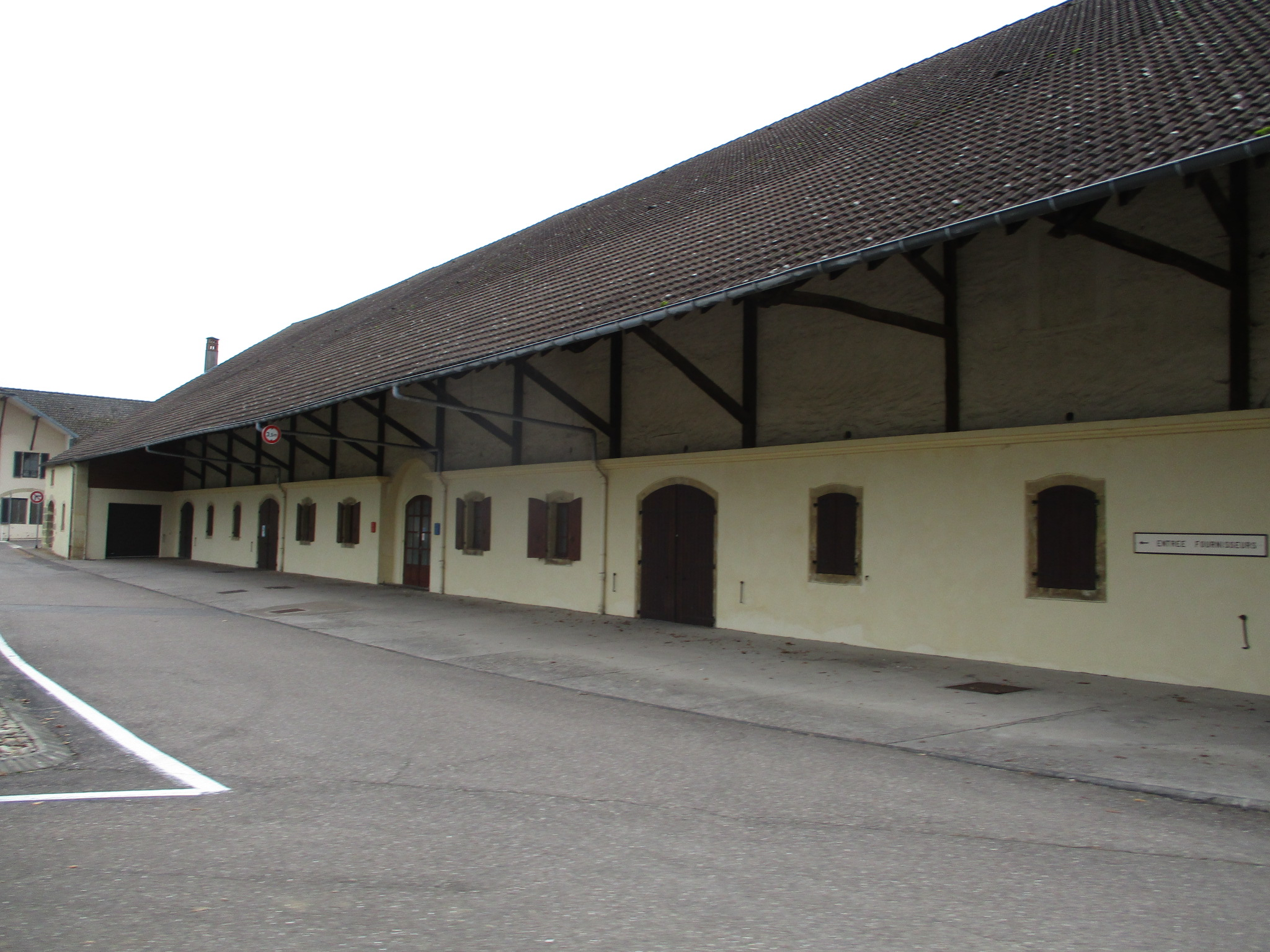

Au XVIe siècle, Nicole de Savigny de Saint-Remy, devient une des maîtresses du roi Henri II de Valois à la Cour de France, dont elle a un fils, le comte Henri de Valois de Saint-Remy. Leur descendante Jeanne de Valois-Saint-Rémy est condamnée à titre d'instigatrice de l'affaire du collier de la reine, qui fit beaucoup de tort à la reine Marie-Antoinette d'Autriche.
Dans les années 1760, sous le règne du roi Louis XV, la comtesse Jeanne-Octavie de Vaudrey (fille unique héritière du comte Nicolas-Joseph de Vaudrey (1659-1733), baron de Saint Rémy, marquise de Rosen (arrière petite fille du maréchal de France Conrad de Rosen) fait construire ce château avec domaine, parc, et jardin à la française, en partie avec les matériaux des ruines de l'ancien château fort médiéval du village qu'elle fait alors entièrement démonter.
Il est élevé sur un promontoire de 50 m qui domine la plaine et le paysage sur des dizaines de km au sud et au nord, à 8 km au nord de l'Abbaye Notre-Dame de Faverney. Des livres de comptes et inventaires de la grande bibliothèque de la famille de Vaudrey fait état du faste du cadre de vie du château au XVIIIe siècle (décor, meubles, tableaux, objets, tissus, bijoux, repas, voyages...). Le général et homme politique français Victor de Broglie (1756-1794) (époux de Sophie de Rosen, petite-fille héritière de Jeanne-Octavie) est arrêté au château, et meurt sur l'échafaud de la Révolution française à Paris en 1794. Sa veuve épouse en secondes noces le marquis Marc-René de Voyer de Paulmy d'Argenson, avec qui elle part vivre définitivement au Château des Ormes près de Poitiers, laissant château et domaine local à l'abandon (la comtesse Jeanne-Octavie de Vaudrey et des membres de la famille von Rosen reposent dans la crypte de l'église de Saint-Remy).
En 1823, une communauté de Frères marianistes s'installent et modifient l’intérieur du château pour y établir des écoles réputées (école primaire, collège avec pensionnat, école normale (1824-1833), et ferme-école d'agriculture dans les bâtiments annexes en 1851). Les frères se réfugient en Suisse à la suite de l'expulsion des congrégations de 1903 qui interdit aux congrégations religieuses d'enseigner en France, et le château est alors abandonné au vandalisme.
Durant la Première Guerre mondiale de 1914-1918, le château est réquisitionné comme hôpital militaire arrière du front militaire, et pour la pandémie de la grippe de 1918, puis a nouveau abandonné.
En 1928, le château est acheté par Alfred Aeby, paysan suisse émigré à Saint-Remy, qui le sauve de la destruction, remet le domaine en état, organise une grande opération de défrichage, et refuse une offre d'achat d'un américain qui désire le déplacer aux États-Unis.
En 1937, l'ancien député-sénateur haut-saônois Justin Perchot achète le château pour y établir jusqu’à ce jour un important hôpital psychiatrique franc-comtois, tenu jusqu'en 2016 par des Sœurs hospitalières du Sacré-Cœur de Jésus. Le château héberge également à ce jour le siège social de l'Association Hospitalière de Bourgogne-Franche-Comté (AHBFC), qui en est l'actuel propriétaire.